# Université maritime de Corée
L'Université maritime de Corée (en hangul : 한국해양대학교) est une université nationale de Corée du Sud située à Pusan.

## Histoire
L'établissement a été créé après la libération de la Corée de l'occupation japonaise (Seconde guerre mondiale) en novembre 1945. Il devient un établissement national dès sa création et pris le nom d'école de la marine marchande (진해고등상선학교). Après la guerre de Corée, il est fusionné avec d'autres établissements du même type et déplacé à Pusan. Il prend alors le nom d'institut national maritime en 1956 (국립해양대학). En 1992 l'institut devient une université avec une faculté en 2e cycle universitaire et prend son nom actuel.